# Ignace Jehl
Pour les articles homonymes, voir Jehl.
Ignace Jehl est un homme politique français né le 4 octobre 1799 (12 vendémiaire de l'an VIII) à Rhinau (Bas-Rhin), et décédé le 26 septembre 1883 à Rhinau.
Propriétaire agriculteur, maire de Rhinau, il est député du Bas-Rhin de 1849 à 1851, siégeant au groupe d'extrême gauche de la Montagne.

## Biographie
Fils d'Ignace Jehl et de Madeleine Schwaab, il se marie en 1829 avec Thérèse Joséphine Sophie Marggraf (1810-1839), puis en 1840 avec Élisabeth Lallemand (1799-1875) ; il est le père de plusieurs enfants. Dès le 24 janvier 1821, il entre au conseil municipal en remplacement d'Antoine Jehl. Quatre mois plus tard, le 1er juin 1821, il est adjoint et son mandat est renouvelé le 17 février 1826. Le « maire-fonctionnaire » (mis en place par les préfets) est alors Paul Schwaab, de deux ans son cadet, lui aussi aubergiste. Il s'accommode facilement des régimes autoritaires de Louis-Philippe et de Napoléon III et dirige la commune pendant 29 ans. Ignace Jehl bat Schwaab aux élections par 70 suffrages sur 78 votants mais Schwaab demeure maintenu comme maire. 
Le vent tourne quand Jehl emporte les premières élections au suffrage universel avec 253 voix le 30 juillet 1848. Ses opinions républicaines le firent inscrire sur la liste « démocratique et socialiste » de 12 candidats (entièrement élue) à l'occasion des élections législatives dans le département du Bas-Rhin le 13 mai 1849. Jehl est le 5e sur la liste, avec 37 058 voix (95 863 votants, 146 942 inscrits). Il siégea à la Montagne, et signa la protestation contre les affaires de Rome ainsi que l'appel aux armes ; toutefois, il ne fut pas impliqué dans les poursuites dirigées contre plusieurs représentants après la journée du 13 juin, conserva son siège à la gauche de l'Assemblée, et vota jusqu'au bout avec la minorité démocratique. 
Le coup d’État du 2 décembre 1851 est suivi de mesures répressives sévères à l'égard de tous les suspects. Certains départements, dont le Bas-Rhin, sont déclarés en état de siège. Des commissions mixtes, c'est-à-dire des tribunaux d'exception, sont installées, jugeant sans débat contradictoire, ni appel, ni défense. À la grande stupéfaction de son ennemi le sous-préfet de Sélestat, Jehl ne figure pas sur la liste des « individus compromis dans le mouvement insurrectionnel », établie en février 1852. Le sous-préfet rappelle à la Commission que Jehl est « un danger pour le pays ». Ignace se réfugie alors en Suisse, à Plainpalais près de Genève. Une perquisition est opérée à son domicile de Rhinau, mais rien n'est mis au jour permettant de l'inculper. Jehl reste 13 ans en exil. Lorsqu'il rentre en 1865, les cloches carillonnent à toute volée, témoignant de sa popularité. Il reprend ses fonctions de maire en août, et les conserve jusqu'en 1871. À cette date, il fut « démissionné » par les Allemands pour avoir, avec la complicité du Dr Houillon de Boofzheim et d'autres, fait sauter le câble du bac de Rhinau afin de gêner le ravitaillement des troupes de Bismarck.

## Sources
- Archives départementales du Bas-Rhin - Adeloch Rhinau
- « Ignace Jehl », dans Adolphe Robert et Gaston Cougny, Dictionnaire des parlementaires français, Edgar Bourloton, 1889-1891 [détail de l’édition]
- Travaux du Professeur Paul Oberlé (Eckbolsheim), arrière-petit-fils d'Ignace Jehl